# Glyptomorpha irreptor
Glyptomorpha irreptor är en stekelart som först beskrevs av Johann Christoph Friedrich Klug 1817.  Glyptomorpha irreptor ingår i släktet Glyptomorpha och familjen bracksteklar. Inga underarter finns listade i Catalogue of Life.